# Weißeck
Il Weißeck (o Weisseck - 2.711 m s.l.m.) è la montagna più alta dei Tauri di Radstadt nelle Alpi dei Tauri orientali. Si trova nel Salisburghese (Distretto di Lungau).